# Waschhaus (Noisy-sur-Oise)

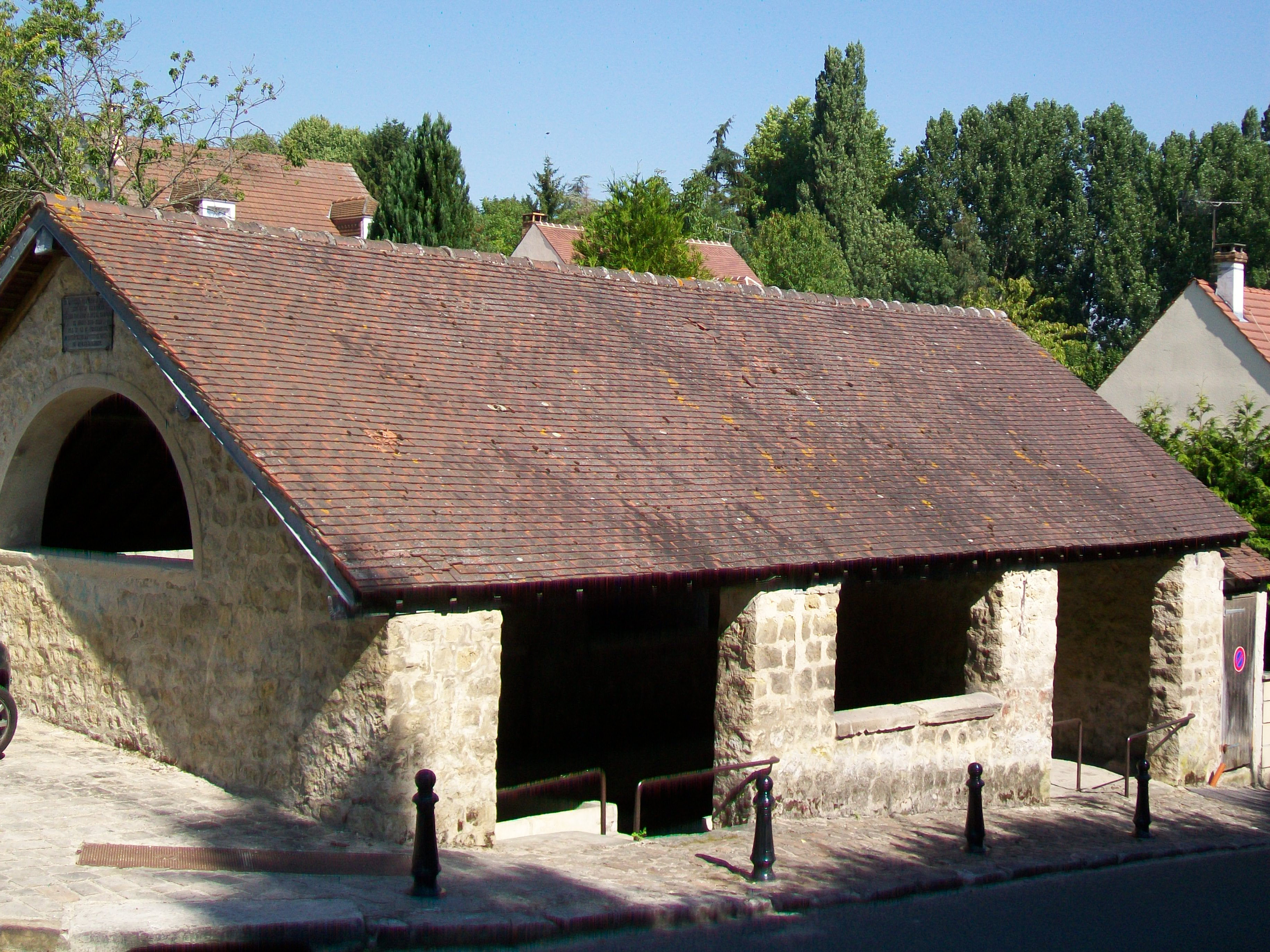
Waschhaus in Noisy-sur-Oise

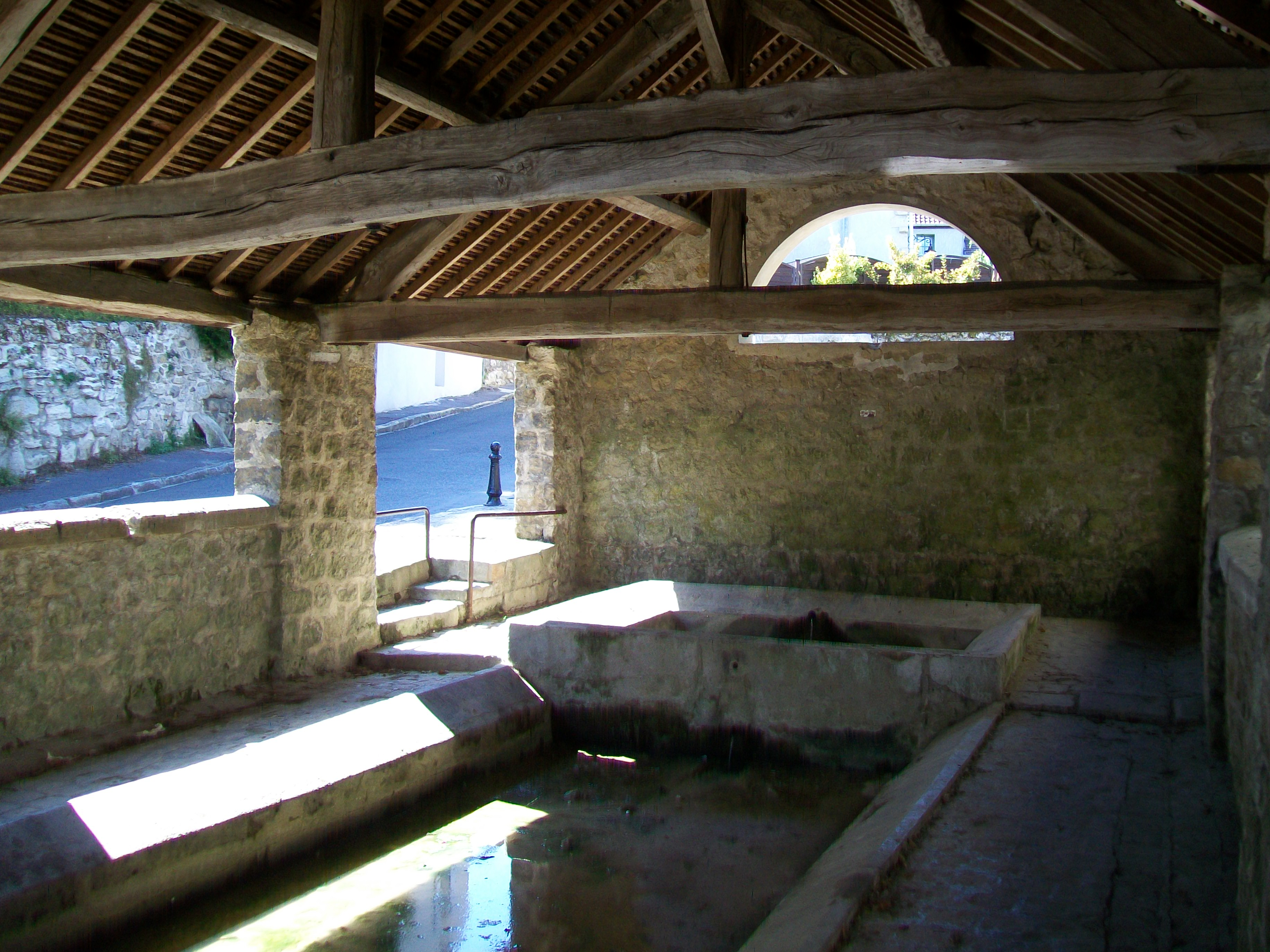
Innenansicht

Das Waschhaus (französisch lavoir) in Noisy-sur-Oise, einer französischen Gemeinde im Département Val-d’Oise in der Region Île-de-France, wurde 1862 errichtet. Das öffentliche Waschhaus, das aus Hausteinen errichtet wurde, war eine Schenkung des Grafen Desgranges. Es steht in der Rue de la République. 
Im Waschhaus mit einem Satteldach befinden sich ein großes und ein kleines Becken, sodass die Wäscherinnen ihre Arbeit bei jedem Wetter verrichten konnten.